# Boden (Familienname)
Boden ist der Familienname folgender Personen:

## Namensträger
- Andrew Boden († 1835), US-amerikanischer Politiker
- Anna Boden (* 1976), US-amerikanische Filmregisseurin, Drehbuchautorin und Filmproduzentin
- August Friedrich von Boden (1682–1762), preußischer Finanzminister
- Benjamin Gottlieb Lorenz Boden (1737–1782), deutscher Historiker und Literaturwissenschaftler
- Carl Gottlob Boden (1797–1877), sächsischer Bandfabrikant in Großröhrsdorf
- Claus Boden (* 1951), deutscher Fußballtorhüter
- Constantin Boden (1924–2006), deutscher Landrat
- Dieter Boden (1940–2025), deutscher Diplomat
- Erich Boden (1883–1956), deutscher Internist
- Falk Boden (* 1960), deutscher Radsportler
- Fernand Boden (* 1943), luxemburgischer Politiker, Mitglied der Chamber
- Friedrich Boden (Unternehmer) (1844–1920), deutscher Unternehmer und Brauereibesitzer
- Friedrich Boden (Diplomat) (1870–1947), deutscher Gesandter in Diensten des Herzogtums Braunschweig und anderer
- Fritz Boden (* 1845), deutscher Wasserbauingenieur
- Hans Constantin Boden (1893–1970), deutscher Wirtschaftsmanager
- Jakob Boden, Maler der Spätgotik
- Jens Boden (* 1978), deutscher Eisschnellläufer
- Johann Andreas Boden (1703–1764), deutscher Historiker und lutherischer Theologe
- John Boden (1566–1620), englischer Jurist und Hochschullehrer, siehe John Budden
- Karl Boden (Geologe) (1882–1939), deutscher Geologe
- Karl Boden (Politiker) (1953–2019), österreichischer Politiker (SPÖ)
- Kristina Boden, US-amerikanische Filmeditorin
- Lauren Boden (* 1988), australische Hürdenläuferin
- Leon Boden (1958–2020), deutscher Schauspieler, Regisseur und Synchronsprecher
- Manfred Boden (* 1938), deutscher Schriftsteller und Lehrer
- Margaret Boden (1936–2025), britische Kognitionswissenschaftlerin
- Patrik Bodén (* 1967), schwedischer Speerwerfer
- Peter Boden (* 1947), britischer Sportschütze
- Petra Boden (* 1954), deutsche Germanistin
- Robert Boden (1865–1943), deutscher Verwaltungsjurist und Politiker
- Rudolf Boden (1917–1972), deutscher Fußballspieler
- Samuel Boden (1826–1882), englischer Schachmeister
- Sibylle Boden-Gerstner (1920–2016), deutsche Kostümbildnerin, Malerin und Modejournalistin
- Stephan Boden (Autor) (* 1966), deutscher Autor
- Stephan Boden (Schauspieler) (* 1967), deutscher Autor und Schauspieler
- Stef Boden (* 1990), belgischer Cyclocrossfahrer
- Ulrika Bodén (* 1974), schwedische Folkmusikerin und Sängerin
- Wilhelm Boden (1890–1961), deutscher Landespolitiker (Rheinland-Pfalz, CDU)
- Wilhelm Boden (Orgelbauer), deutscher Orgelbaumeister